# Mount Boising
Mount Boising (deutsch „Berg stoppt den Kampf“) ist der lokale Name des höchsten Berges im Finisterre-Gebirge auf Neuguinea. Andere mögliche Namen sind Mount Gladstone, Mount Finisterre oder während der deutschen Kolonialzeit Kantberg.
Mit einer Höhe von 4150, 4175 oder 4120 m ist er der dritthöchste sowie prominenteste Berg Papua-Neuguineas. Mit einer Schartenhöhe von 3709 m, ausgehend von einer Höhe von 4150 m, ist er außerdem hinter dem Puncak Jaya, dem Mauna Kea und dem Mount Cook der Berg mit der vierthöchsten Schartenhöhe Australiens und Ozeaniens sowie Platz 41 weltweit. Bis 2014 war er außerdem der prominenteste offiziell unbestiegene Berg. Die offizielle Erstbesteigung erfolgte am 25. Juni 2014 durch Petter E. Bjørstad, Pål Jørgen Bjørstad, Wionare Mitimu, Nathan Hone und Roinu Roipo. Bjørstad war 2012 bereits einmal gescheitert.
Der Berg liegt in der Provinz Madang, 4,4 km nördlich der Grenze zur Provinz Morobe, im Nordosten Neuguineas. Im Norden sind es 36,5 km bis zur Bismarcksee, 70 km im Osten beginnt die Huon-Halbinsel. Die Region ist stark bewaldet, aber der Gipfel und seine Umgebung liegen oberhalb der Baumgrenze und sind nur mit Gräsern bewachsen. Nahegelegene Dörfer sind Teptep 20 km östlich, Yaut 26 und Monara 31 km nordöstlich und Sarakiri 32 km nordwestlich; sowie Sapsap, Ganzewit, Kwombwu und Gwarawon in direkter Umgebung. Straßen gibt es im Radius von 30 km um den Berg nicht. Der nächste etwas größere Ort an der Küste ist Saidor, 38 km nordnordöstlich.